# London Stock Exchange

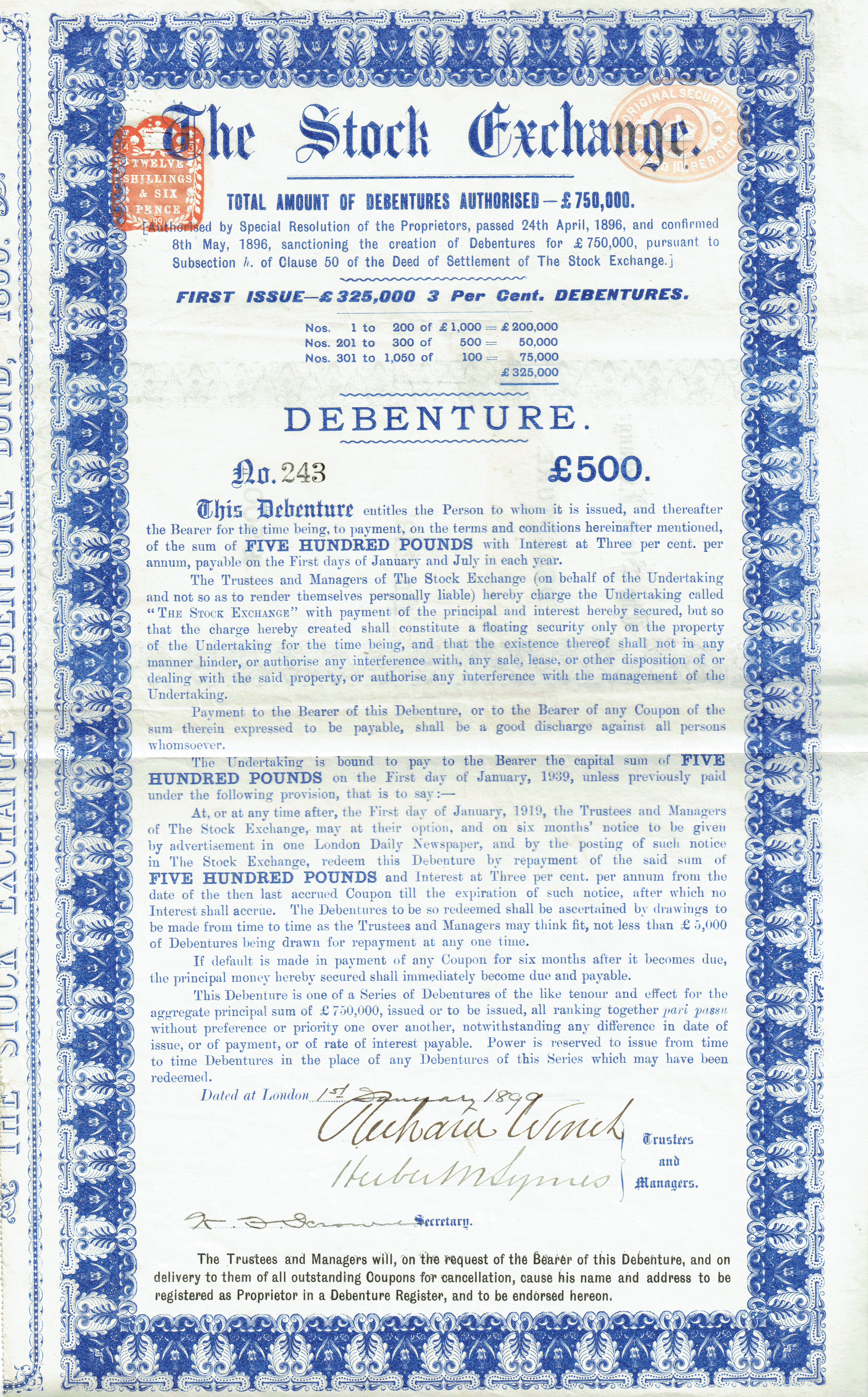
Schuldverschreiben der Stock Exchange vom 1. Januar 1899

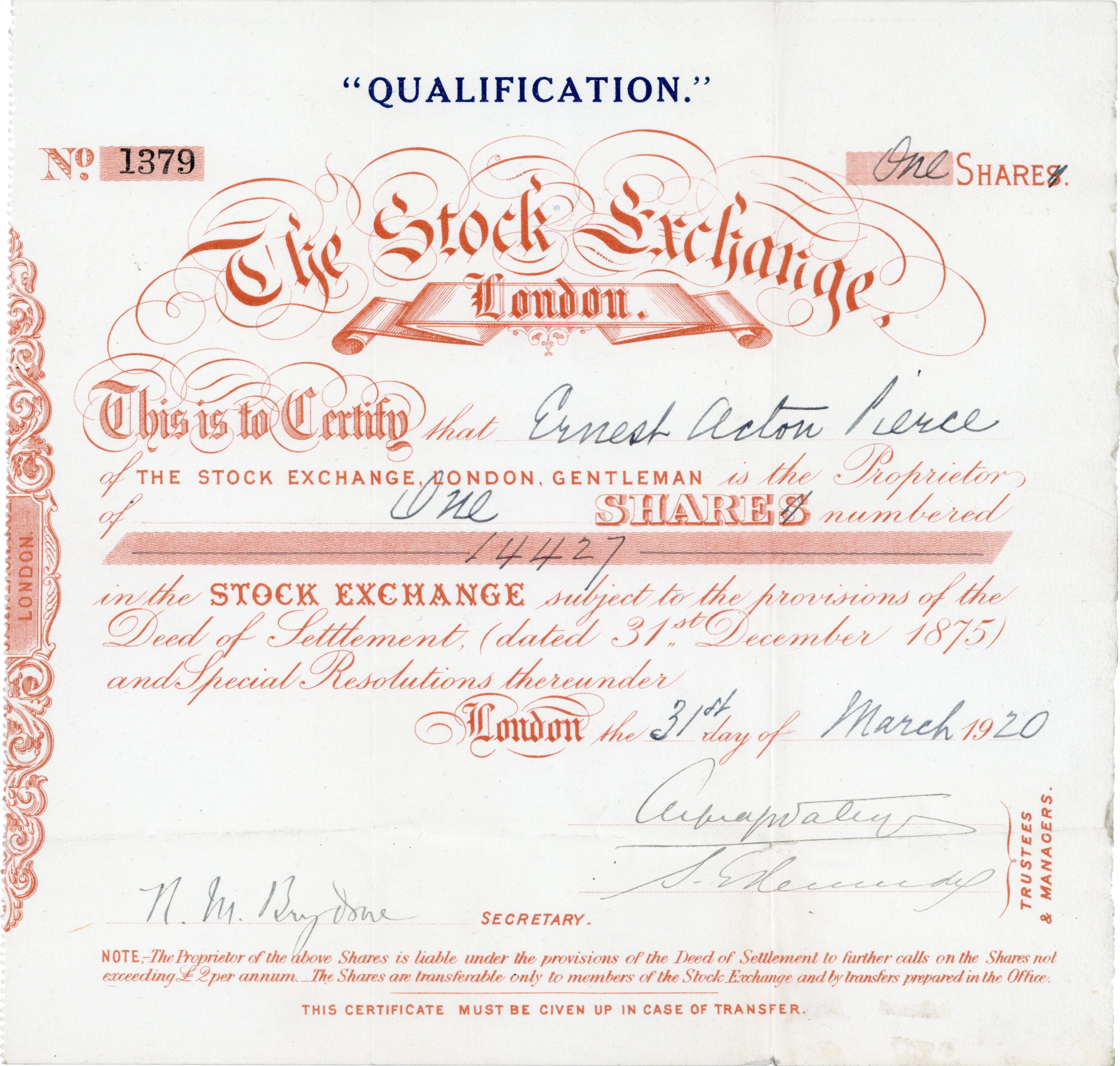
Aktie der London Stock Exchange, ausgegeben am 31. März 1920, deklariert als qualification share. Das Kapital der Börse bestand seit der Gründung aus 20.000 Aktien, die nur von ihren Mitgliedern gehalten wurden, wobei Treuhänder und Geschäftsführer verpflichtet waren 10 Qualifizierungs-Aktien zu halten.

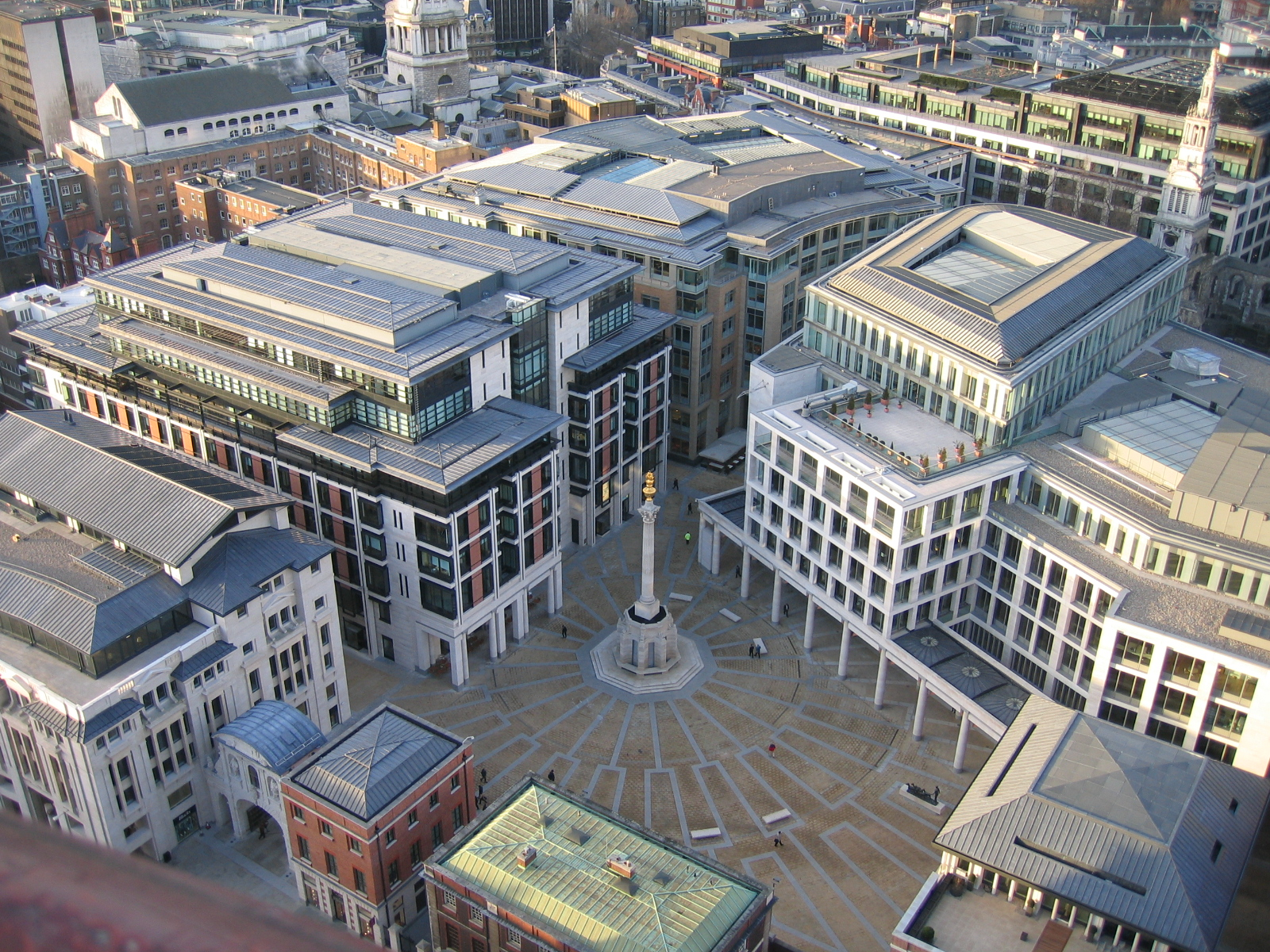
London Stock Exchange am Paternoster Square

Die London Stock Exchange (LSE) mit Sitz in der britischen Hauptstadt London ist eine der ältesten Börsen in Europa und – gemessen am Wert der Unternehmen, deren Aktien gehandelt werden – die zweitgrößte Börse Europas (Stand 2022). Die LSE ist eine Aktiengesellschaft und ist in drei Segmente unterteilt: den Hauptmarkt (Main Market), den Alternative Investment Market (AIM) und EDX London. 

## Indizes
Die unabhängige FTSE Group erstellt im Auftrag der LSE Aktienindizes, am bekanntesten ist der FTSE 100 Index. Hinzu kommen FT 30 Index, FTSE 250 Index, FTSE 350 Index und FTSE All-Share Index.

## Geschichte
Die Geschichte reicht bis in das Jahr 1698 zurück, als die Aktienhändler wegen ihres rüpelhaften Benehmens aus der Royal Exchange ausgeschlossen wurden. Diese trafen sich danach in Jonathan’s Coffee-House, wo John Castaing Listen mit Aktien- und Warenpreisen veröffentlichte. 1773 bezogen die Händler ein neues Gebäude in der Sweeting’s Alley und nannten es The Stock Exchange. 1801 erfolgte die formelle Gründung der Börse, die im darauf folgenden Jahre an den Capel Court umzog. 1923 erhielt die Börse ein eigenes Wappen, mit dem Motto „dictum meum pactum“ (mein Wort ist meine Verpflichtung). Der Stock Exchange Tower an der Ecke Broad Street / Threadneedle Street wurde 1972 durch Königin Elisabeth II. eröffnet. Die weitläufigen Handelsräume wurden praktisch überflüssig, als der britische Finanzmarkt 1986 vollständig liberalisiert (Reform wird als „Big Bang“ bezeichnet) und wenige Jahre später der elektronische Handel eingeführt wurde. 1990 lag der Börsenumsatz von Aktien und festverzinslichen Wertpapieren umgerechnet bei 2,511 Milliarden Euro. 2004 zog die Börse erneut um, diesmal an den Paternoster Square unweit der St Paul’s Cathedral.

### Übernahmekandidat (2004–2007)
Ende 2004 fanden Gespräche statt, die eine eventuelle Übernahme der LSE durch die Deutsche Börse betrafen. Die LSE lehnte das Angebot aber ab, da sie es als zu niedrig bewertete. Ein weiteres Angebot der australischen Macquarie Bank in der Höhe von 1,5 Milliarden Pfund wurde im Dezember 2005 ebenfalls abgelehnt. Im März 2006 bot die NASDAQ 2,4 Milliarden Pfund. Als die LSE dies ebenfalls ablehnte, drohte die NASDAQ mit einer feindlichen Übernahme; die New York Stock Exchange wurde als möglicher Weißer Ritter bezeichnet. NASDAQ zog Ende März 2006 sein Angebot zurück, schloss jedoch nicht einmal zwei Wochen später einen Vertrag mit Ameriprise Financial, dem zum damaligen Zeitpunkt größten LSE-Aktionär. Sie übernahm deren Aktienpaket und kaufte weitere Aktien hinzu, womit ihr Anteil auf über 25 % anstieg. Im Dezember 2006 lancierte NASDAQ wiederum eine Übernahmeofferte, in der Hoffnung, ihren Anteil auf 50 % plus eine Aktie erhöhen zu können, was ihr allerdings klar misslang. Daraufhin gab NASDAQ im August 2007 sämtliche Übernahmeversuche auf und verkaufte in der Folge ihr gesamtes Aktienpaket, den Großteil davon an die Borse Dubai Ltd.

### Zusammenschluss mit der Borsa Italiana (2007)
Im Juni 2007 kündigten die Borsa Italiana S.p.A. und die London Stock Exchange ihren Zusammenschluss an, der am 1. Oktober 2007 vollzogen wurde. Die Transaktion fand mittels Aktientausch statt, womit die LSE die Kontrolle über die Borsa Italiana S.p.A. übernahm und deren bisherige Aktionäre zur größten Aktionärsgruppe der London Stock Exchange wurden. Die Borsa Italiana S.p.A. wurde mit 1,878 Mrd. Euro bewertet.

### Geplante Übernahme der kanadischen TMX Group
Am 9. Februar 2011 kündigte die London Stock Exchange (LSE) die Übernahme der kanadischen TMX Group an, nach deren Abschluss sollten die LSE Aktionäre 55 % an der neuen Gesellschaft halten.
Am 29. Juni gaben jedoch beide Unternehmen bekannt, dass sich auf Seiten der TMX Group keine Mehrheit für den Zusammenschluss mit der LSE abzeichne. Im Oktober stimmte die TMX Group einer Übernahme durch ein kanadisches Investorenkonsortium unter der Führung von Maple zu.

### Übernahme der LCH.Clearnet
Am 27. September 2011 bestätigte die London Stock Exchange, dass man mit der LCH.Clearnet exklusive Gespräche zwecks einer Übernahme durch die LSE führt.
Am 9. März 2012 gab London Stock Exchange bekannt, dass man sich mit der LCH.Clearnet auf ein Übernahmeabkommen geeinigt hat. Demnach plant die LSE einen Anteil von mindestens 51 %, maximal bis zu 60 % zu erwerben. Der Kaufpreis beträgt 463 Mio. Euro.

### Übernahme der Russell Investment Group
Am 26. Juni 2014 kündigte die London Stock Exchange die Übernahme des Index-Anbieters und Vermögensverwalter Russell Investment Group an. Der Kaufpreis beträgt 2,7 Mrd. US-Dollar und wird über eine Kapitalerhöhung im Volumen von 1,6 Mrd. US-Dollar, und durch bestehende sowie neue Kredite finanziert.
Im Oktober 2015 gab die LSE bekannt, dass sie die Russell Investment Group wieder veräußern werde. Käufer ist Private-Equity-Gesellschaft TA Associates, welche 1,2 Mrd. US-Dollar zahlen wird.

### Gescheiterte Fusion mit der Deutschen Börse
Am 23. Februar 2016 kündigte die Deutsche Börse an, einen „Zusammenschluss unter Gleichen“ mit der London Stock Exchange Group zu planen. Die Aktionäre der London Stock Exchange Group erhalten für jede Aktie 0,4421 Aktien der neuen fusionierten Gesellschaft, während die Aktionäre der Deutschen Börse ihre Aktien eins zu eins tauschen können. Am Ende sollen die Aktionäre der Deutschen Börse 54,4 Prozent der Anteile an der neuen Gesellschaft halten, die Aktionäre der London Stock Exchange die restlichen 45,6 Prozent. Von dem Zusammenschluss versprechen sich beide Unternehmen Kosteneinsparungen in Höhe von 450 Millionen Euro (354 Millionen Pfund Sterling) jährlich, was etwa 20 Prozent der aktuellen Gesamtbetriebskosten beider Unternehmen zusammengenommen entspräche.
Am 1. März 2016 gab die Intercontinental Exchange bekannt, ihrerseits ein Angebot für die LSE abgeben zu wollen, jedoch meldeten die Deutsche Börse und die LSE ihre geplante Fusion am 25. August 2016 bei der EU-Kommission an. Diese untersagte Ende März 2017 die Fusion, da auf dem Markt für das Clearing festverzinslicher Finanzinstrumente „ein De-facto-Monopol“ geschaffen worden wäre. Bereits Ende Februar 2017 ging die Londoner Börse von einem Scheitern aus, nachdem sie sich geweigert hatte, eine Auflage der EU-Wettbewerbshüter zu erfüllen und ihren Mehrheitsanteil an der italienischen Anleihen-Handelsplattform MTS zu veräußern. Ebenfalls erschwert wurde das Projekt durch den EU-Austritt des Vereinigten Königreichs in Hinblick auf die Frage nach dem rechtlichen Sitz. Vor dem Brexit-Referendum sollte die Dachgesellschaft der geplanten neuen Börse ihren Sitz in London haben.

### Übernahme von Refinitiv
Im August 2019 übernahm die LSE einen Mehrheitsanteil von 55 % am Wirtschaftsinformationsdienst Refinitiv von der Blackstone Group. Die Transaktion hatte einen Wert von 27 Milliarden US-Dollar. Refinitiv ist eines der größten Informationsunternehmen weltweit, das Wirtschaftsdaten aufbereitet und an andere Organisationen weiterverkauft. Refinitiv entstand 2018 durch eine Abspaltung des Geschäftsbereichs „Financial & Risk“ des Thomson-Reuters-Konzerns.
Im Zuge dieser Übernahme wurde am 9. Oktober bekanntgegeben, dass die Borsa Italiana an Euronext für 4,33 Milliarden verkauft wird. Der Verkauf ist womöglich nötig, um Interessenkonflikte abzuwenden.

## Unternehmensprofil

### Eigentumsverhältnisse
Stand 26. September 2018 ergab sich folgende Aktionärsstruktur:
- 71,0 % Streubesitz
- 10,3 % Qatar Investment Authority
- 06,9 % BlackRock
- 06,8 % The Capital Group Companies
- 05,0 % Lindsell Train Limited

### Handelssystem
Das Haupthandelssystem der LSE für Aktien ist SETS, das, ähnlich dem deutschen Xetra, von Andersen Consulting, einem Schwesterunternehmen von Arthur Andersen, spezifiziert und konfiguriert wurde.
Daneben existiert das Handelssystem SEAQ, das, ähnlich dem deutschen System Xontro, die Plattform für den Handel von im Nebensegment Alternative Investment Market (AIM) gelisteten Wertpapieren darstellt.
Eine Besonderheit der LSE ist, dass Aktienkurse für diesen Handelsplatz nicht in der Grundeinheit GBP (Pfund), sondern in der 1/100 Einheit GBp (Pence) angezeigt werden, während optionale Orderlimits trotzdem auf GBP lauten müssen.
Vergleichbar zur deutschen Wertpapierkennnummer vergibt die LSE mit der Stock Exchange Daily Official List (SEDOL) eine nationale Identifikationsnummer für Wertpapiere.

## Mitgliedschaften
Die Börse ist Mitglied in:
- World Federation of Exchanges[19]
- Sustainable Stock Exchanges Initiative